# Nduka Ugbade
Nduka Ugbade est un footballeur nigérian né le 6 septembre 1969 à Lagos.

## Palmarès
- Coupe du Nigeria de football : 1992
- Coupe d'Afrique des nations : 1994
- Championnat de Malaisie de football : 2002
- Coupe de Malaisie de football : 2000